# BoneTown
BoneTown — приключенческая однопользовательская эротическая компьютерная игра, разработанная и изданная американской студией D-Dub Software. Выпущена для Microsoft Windows 12 ноября 2008 года.

## Геймплей
BoneTown является эротической компьютерной игрой с откровенными сексуальными сценами. По мере прохождения игры и прокачки персонажа, тестикулы главного героя увеличиваются в размерах, что позволяет игроку заниматься сексом с более привлекательными и стройными женщинами.
В начале игры главный герой просыпается от того, что член его студенческого братства мочится ему на лицо, после чего начинается обучение, объясняющее, как избить брата. Находящаяся рядом блондинка объясняет игроку, что смысл игры состоит в том, чтобы заняться сексом с как можно большим числом девушек, и делает игроку минет. После этого к игроку подходит человек в костюме, который представляется членом организации под названием The Man. Он предупреждает игрока, что занятие сексом на публике является незаконным, и если игрок будет пойман, его арестуют. Дальнейшая игра состоит в выполнении миссий для различных людей в стиле Grand Theft Auto, примерами которых является съёмка в порнографических фильмах и избиение человека, считающего себя Иисусом.
Игрок может свободно исследовать локацию игры, город Bonetown, и различные его районы, названия которых являются каламбурами с сексуальным подтекстом, например, «миссионерский пляж» (англ. Missionary Beach). В любой части города можно найти девушек, и у игрока есть возможность заняться сексом с любой из них. Секс может осуществляться как для удовольствия игрока, так и для восстановления здоровья, в зависимости от выбранных позиций. Игра требует от игрока следовать желаниям партнёрш как можно дольше. Игрок также может получать временные усиления путём употребления наркотиков.

## Разработка
BoneTown была разработана базирующейся в Альбукерке студией D-Dub Software, которая была основана в 2004 году недавними выпускниками колледжа Hod и JB. По словам Hod, они намеревались сделать игру, показывающую беспорядочный секс и употребление наркотиков, но не содержащую насилия. Хотя в игре есть оружие и боевая система, в ней не отображается кровь, а побеждённые противники теряют сознание, а не умирают. Главным источником вдохновения для юмора в игре Hod называл мультсериал «Южный Парк». Компания также намеревалась создать новую модель производства и маркетинга для эротических игр, поскольку большинство розничных магазинов отказывались продавать игры, оценённые ESRB категорией «Только для взрослых». BoneTown была издана студией D-Dub Software самостоятельно 12 ноября 2008 года.

## Критика
BoneTown получила в основном негативные отзывы критиков; рецензенты отмечали посредственный геймплей и детский юмор. Майк Сплечта из журнала GameZone описал игру как «по сути, интерактивное порно, которое, хотя и интригует сначала, ограничено по размаху» и отметил, что слабый юмор игры подойдёт далеко не всем. Издание IGN в своей итоговой статье Year in Sex: 2008 (с англ. — «Год в сексе: 2008») назвало BoneTown «эксплуатационной игрой первого ранга», а игровые механики «стандартными».